# Карагандинська ТЕЦ-2
Карагандинська ТЕЦ-2 — теплова електростанція в центральній частині Казахстану.
В 1973—1976 роках стала до ладу перша черга, яка отримала чотири парові котли Таганрозького котельного заводу типу ТП-81 продуктивністю по 420 тонн пари на годину та три парові турбіни від Уральського турбомоторного заводу потужністю по 100 МВт — одну типу Т-100-130 (введена у 1974, станційний номер 1) та дві типу Т-100/120-130 (стали до ладу в 1975 та 1975, номери 2 та 3).
В 1982-му запустили другу чергу у складі двох таких же котлів Таганрозького котельного заводу та однієї парової турбіни Уральського турбомоторного заводу типу ПТ-135/165-130/15 потужністю 135 МВт. Таким чином, загальна електрична потужність станції досягнула 435 МВт при тепловій у 1512 Гкал/год, втім, вже з 1984-го вона не могла видавати більше 300 МВт через неякісний матеріал труб парових котлів, що змушені були працювати з продуктивністю не більше 350 тонн пари на годину.
Крім того, ввели в дію сім водогрійних котлів продуктивністю по 100 Гкал/год від Дорогобузького котельного заводу — три типу ПТВМ-100 (два в 1971 та один у 1972, номери 1В — 3В) та чотири типу КВГМ-100 (два в 1978 та два в 1982, номери 4В — 7В). Не пізніше другої половини 1990-х котли 1В та 2В типу ПТВМ-100 були виведені з експлуатації.
Станом на 2018 рік фактична електрична потужність станції була обмежена рівнем у 134 МВт, фактична теплова потужність — рівнем у 377 Гкал/год.
Окрім виробництва електроенергії та теплової енергії ТЕЦ забезпечує Карагандинський металургійний комбінат хімічно очищеною водою.
Як паливо станція використовує вугілля.
Для видалення продуктів згоряння звели дві труби висотою по 250 метрів.
Водопостачання станції забезпечує Самаркандське водосховище на річці Нура.
Видач продукції відбувається по ЛЕП, що працюють під напругою 110 кВ, 35 кВ та 10 кВ.